# Ministarstvo poljoprivrede, šumarstva i ribarstva Republike Hrvatske
Ministarstvo poljoprivrede, šumarstva i ribarstva je središnje tijelo državne uprave u Republici Hrvatskoj koje obavlja upravne i druge poslove koji se odnose na: 
- poljoprivredu;
- ruralni razvitak;
- prehrambenu i duhansku industriju;
- ribarstvo;
- veterinarstvo;
- kakvoću poljoprivrednih i prehrambenih proizvoda;
- zdravstvenu ispravnost hrane životinjskog podrijetla i stočne hrane;
- poljoprivredno zemljište;
- poslove granične inspekcije zaštite bilja i granične veterinarske inspekcije;
- pokreće i vodi postupak komasacije, osim imovinskopravnih poslova;
- uređivanje pravnih odnosa na poljoprivrednom zemljištu, osim imovinskopravnih poslova;
- inspekcijske poslove koji se odnose na poljoprivredu, ribarstvo, kakvoću poljoprivrednih i prehrambenih proizvoda i veterinarstvo;
- provedbu mjera poticajne politike u poljoprivredi i ribarstvu te njihovu prilagodbu mjerilima Svjetske trgovinske organizacije;
- uređenje i koordiniranje sufinanciranja poljoprivrede, ribarstva i prerade poljoprivrednih proizvoda proračunskim sredstvima;
- poljoprivredno zadrugarstvo;
- zaštitu i priznavanje sorti poljoprivrednog bilja;
- zaštitu poljoprivrednog zemljišta;
- propisivanje načina vođenja evidencije o poljoprivrednom zemljištu; poslove gospodarenja i raspolaganja poljoprivrednim zemljištem u vlasništvu države;
- prenamjenu poljoprivrednog zemljišta u građevinsko;
- uređenje odnosa i uvjeta proizvodnje, prometa i primjene sredstava za zaštitu bilja u poljoprivredi;
- propisivanje uvjeta za proizvodnju vina i drugih proizvoda od grožđa i vina; provođenje mjera radi otkrivanja i sprečavanje pojava zaraznih bolesti životinja, te propisivanje uvjeta i načina provođenja dezinfekcije, dezinsekcije i deratizacije;
- određivanje granica između unutarnjeg i vanjskoga ribolovnog mora, granice ribolovnih zona te propisivanje namjene, vrste i količine ribolovnih alata i opreme koja se smije upotrebljavati u ribolovu.
- koordinira i usklađuje hrvatsku poljoprivrednu politiku i politiku ruralnog razvitka s odgovarajućim politikama EU;
- provodi Sporazum o stabilizaciji i pridruživanju i projekte CARDS programa i ostalih oblika međunarodne pomoći i sporazuma u dijelu koji se odnosi na poljoprivredu, prehranu, ruralni razvitak i ribarstvo EU;
- propisivanje uvjeta i kontrolu životinja u proizvodnji i klanju te preradi proizvoda životinjskog podrijetla;
- uvjete za utovar, istovar, pretovar i prijevoz životinja;
- koordiniranje rada poljoprivredne savjetodavne službe, unapređenje poljoprivrednog zadrugarstva i svih oblika udruživanja u poljoprivredi i ribarstvu; vodi pregovore iz područja poljoprivrede i ribarstva unutar Svjetske trgovinske organizacije kao i u okviru procesa pristupanja Republike Hrvatske EU.

## Povijest
Ministarstvo je do 2011. nosilo naziv Ministarstvo poljoprivrede, ribarstva i ruralnog razvoja.
Ministarstvo od 2024. godine nosi naziv Ministarstvo poljoprivrede, šumarstva i ribarstva.

## Ministri
Trenutno dužnost ministra poljoprivrede, šumarstva i ribarstva obnaša David Vlajčić.
| Ministar           | Početak obnašanja dužnosti | Završetak obnašanja dužnosti | Naziv ministarstva                                      |
| ------------------ | -------------------------- | ---------------------------- | ------------------------------------------------------- |
| Ivan Tarnaj        | 30. svibnja 1990.          | 12. kolovoza 1992.           | ministar poljoprivrede, šumarstva i vodoprivrede        |
| Ivan Majdak        | 12. kolovoza 1992.         | 3. travnja 1993.             | ministar poljoprivrede i šumarstva                      |
| Ivan Tarnaj        | 3. travnja 1993.           | 31. prosinca 1994            | ministar poljoprivrede, šumarstva i vodoprivrede        |
| Ivica Gaži         | 27. siječnja 1995.         | 7. studenog 1995.            | ministar poljoprivrede i šumarstva                      |
| Matej Janković     | 7. studenog 1995           | 16. prosinca 1996.           | ministar poljoprivrede i šumarstva                      |
| Zlatko Dominiković | 16. prosinca 1996.         | 22. veljače 1999.            | ministar poljoprivrede i šumarstva                      |
| Ivan Đurkić        | 22. veljače 1999.          | 27. siječnja 2000.           | ministar poljoprivrede i šumarstva                      |
| Božidar Pankretić  | 27. siječnja 2000.         | 23. prosinca 2003.           | ministar poljoprivrede i šumarstva                      |
| Petar Čobanković   | 23. prosinca 2003.         | 12. siječnja 2008.           | ministar poljoprivrede, šumarstva i vodnog gospodarstva |
| Božidar Pankretić  | 12. siječnja 2008.         | 6. srpnja 2009.              | ministar poljoprivrede, ribarstva i ruralnog razvoja    |
| Petar Čobanković   | 6. srpnja 2009.            | 23. prosinca 2011.           | ministar poljoprivrede, ribarstva i ruralnog razvoja    |
| Tihomir Jakovina   | 23. prosinca 2011.         | 22. siječnja 2016.           | ministar poljoprivrede                                  |
| Davor Romić        | 22. siječnja 2016.         | 19. listopada 2016.          | ministar poljoprivrede                                  |
| Tomislav Tolušić   | 19. listopada 2016.        | 19. srpnja 2019.             | ministar poljoprivrede                                  |
| Marija Vučković    | 19. srpnja 2019.           | 17. svibnja 2024.            | ministrica poljoprivrede                                |
| Josip Dabro        | 17. svibnja 2024.          | 18. siječnja 2025.           | ministar poljoprivrede, šumarstva i ribarstva           |
| David Vlajčić      | 11. veljače 2025.          | danas                        | ministar poljoprivrede, šumarstva i ribarstva           |

Izvori:

## Vanjske poveznice
- Ministarstvo poljoprivrede, ribarstva i ruralnog razvoja